# 피너츠

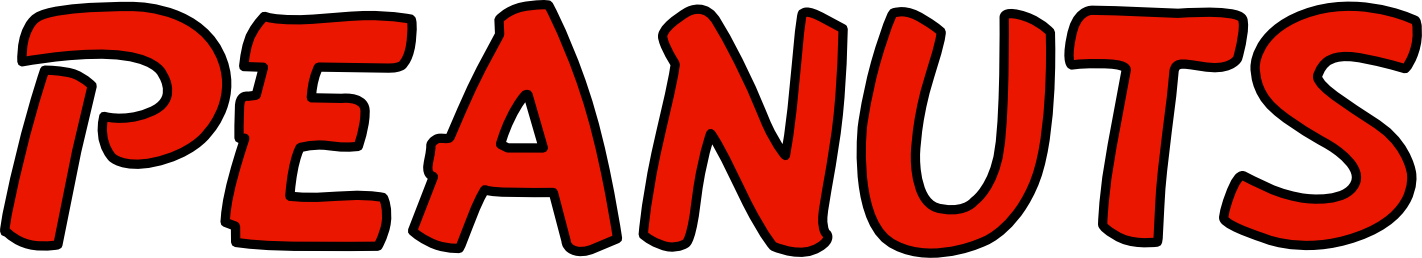

피너츠(Peanuts)는 찰스 먼로 슐츠가 그린 미국의 코믹 스트립 4컷만화 또는 이의 미디어 프랜차이즈를 말한다. 1947년부터 1950년까지는 피너츠의 전신인 릴 폭스가 연재되었다가 1950년 10월 2일부터 연재가 시작되어 마지막 만화는 작가의 사망 다음날인 2000년 2월 13일, 일요판에 실렸다.

## 개요
찰리 브라운과 반려견 스누피를 중심으로 한 캐릭터들이 귀여운 겉모습과 어울리지 않는 초현실적인 인생관을 전개하는 개그 만화이다. 주인공은 찰리 브라운이나 스누피의 활약이 많기 때문에 스누피 쪽이 주인공이라 생각되기 쉽고, 이 탓인지 만화의 제목을 '스누피'라고 착각하는 경우도 많다. 되는 일도 없고, 할 수도 없는, 참담한 기분을 느끼는 상황이 많은 아이들에 대한 응원과 격려가 주제라고 보는 견해도 일부 있지만, 만화 전체가 그런 참담한 기분의 아이들은 물론 사회문제나 정치 등을 모두 시니컬한 눈으로 바라보고 있는 점에서 이 작품은 그것들 모두에 대해 애정을 쏟으면서도 바보 취급하는, 혹은 바보 취급하면서도 애정을 쏟는 자세를 취하고 있다고 볼 수 있다. 또, 이것이 그렇게나 오랜 기간 동안 집필할 수 있었던 요인이라고도 할 수 있다.
수많은 상을 획득하였으며, 캐릭터 상품은 셀 수 없을 정도로 많이 발매되었다. 1969년, 찰리 브라운과 스누피의 이름이 아폴로 10호의 지령선과 월면 착륙선의 이름에 채용되었다. 또한 메트라이프가 독점 사용권을 갖고 있으며 회사의 상징 마스코드로도 유명했다.

## 미디어 프랜차이즈

### 애니메이션
1965년 'A Charlie Brown Christmas'가 미국 CBS에서 처음으로 방영된 후 지금까지 약 50여 편이 존재한다.
대한민국에서는 1986년 금성(현 LG전자) 비디오에 의해 일부가 한국어로 더빙되어 비디오판으로 출시되었고 1987년에는 KBS에서 재더빙하여 어깨동무 찰리 브라운이라는 제목으로 방영되었다. 이후 한국어 더빙판은 출시되고 있지 않다. 2003년 중국에서는 2003년까지 만들어진 피너츠 애니메이션 56편을 수록한 "Snoopy's Story"(영어, 중국어 더빙 포함)를 출시하였다.

### 한국판 성우진

#### 금성 비디오 (1986)
- 박영남 - 찰리 브라운
- 손정아 - 라이너스 반 펠트
- 이영주 - 루시 반 펠트
- 정경애 - 페퍼민트 패티
- 김성희 - 마시

#### KBS (어깨동무 찰리 브라운, 1987)
- 송도영 - 찰리 브라운
- 이경자 - 라이너스 반 펠트
- 한수경 - 루시 반 펠트
- 안경진 - 페퍼민트 패티
- 강미형 - 마시
- 성병숙 - 샐리 브라운
- 이향숙 - 슈로더

### 피너츠 완전판
한국어판으로는 신영미디어에서 나온 영한대역 문고판 'A PEANUTS BOOK SNOOPY'(전 10권, 문고판), '스누피의 Puppy English'(전 4권), '스누피 양장본 세트'(전 4권)가 있다.

### 극장판
피너츠 데뷔 65주년을 기념해 2015년 11월 25일 《스누피: 더 피너츠 무비》가 개봉되었다.

## 같이 보기
- 너츠베리팜
- 릴 폭스